# Thymoites amprus
Thymoites amprus är en spindelart som beskrevs av Claude Lévi 1964. Thymoites amprus ingår i släktet Thymoites och familjen klotspindlar.
Artens utbredningsområde är Panama. Inga underarter finns listade i Catalogue of Life.